# أنجيرونا
أنجيرونا أو أنغرونيا (بالإنجليزية: Angerona or Angeronia) هيَ إِلهة قديمة جدًا في الأساطير الرومانية لا يُعرف عنها الكثير. يقال إنَّها الإِلهة التي أشاعت عبادة الشمس، ويقع عيدها يوم منقلب الشتاء. صوِّرت وهي ترفع إصبعًا إلى فمها المغلق، قد تكون إلهة الصمت، أو كما يُزعم، الاسم السري لروما، والذي حُرِّمَ ذكره علانية. وهذا الصمت الذي تطلبه أنجيرونا هو صمتُ عالم الأموات الذي هي إحدى إلهاته.
في بعض الأحيان تتماهى مع الإلهة فيرونيا، التي هي إلهة الحياة البرية والخصوبة والصحة والوفرة.

## الوصف
وفقًا للمدونات القديمة، كانت أنغيرونا إلهة تريح الرجال من الألم والحزن، أو أنقذت الرومان وقطعانهم من مرض العاذُور. كما أنها كانت إلهة حامية لروما وحامية الاسم المقدس للمدينة، والذي قد لا يتم نطقه خشية أن يتم الكشف عنه لأعدائها. كان يعتقد أن أنغيرونا هو نفسه الاسم السري للمدينة. كما تم تقديم سورانيا وهيرابا كمرشحين محتملين للاسم السري.